# Gare d'Aulnoye-Aymeries
La gare d'Aulnoye-Aymeries est une gare ferroviaire française des lignes de Creil à Jeumont et de Fives à Hirson, située sur le territoire de la commune d'Aulnoye-Aymeries, dans le département du Nord, en région Hauts-de-France.
Elle est mise en service en 1855, par la Compagnie des chemins de fer du Nord. C'est une gare de la Société nationale des chemins de fer français (SNCF), desservie par des trains TER Hauts-de-France et le service Ouigo Train Classique.

## Situation ferroviaire
Établie à 140 mètres d'altitude, la gare d'Aulnoye-Aymeries est un nœud ferroviaire situé au point kilométrique (PK) 215,640 de la ligne de Creil à Jeumont (entre les gares de Hachette et d'Hautmont) et au PK 81,548 de la ligne de Fives à Hirson (entre les gares de Berlaimont et de Leval).

## Histoire

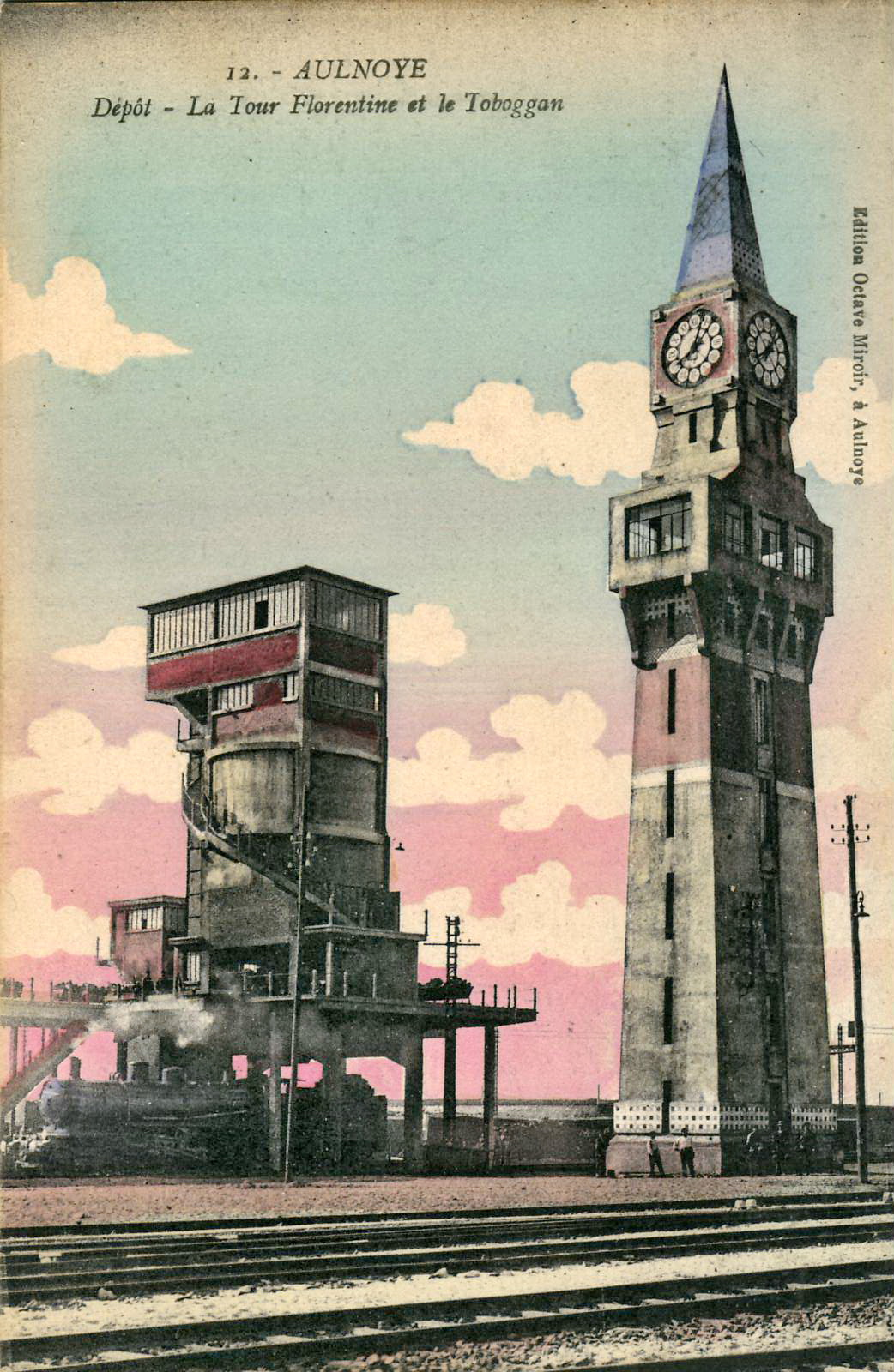
La tour Florentine et le toboggan de l'ancien dépôt d'Aulnoye.

La station d'Aulnoye est mise en service le 21 octobre 1855 par la Compagnie des chemins de fer du Nord, lorsqu'elle ouvre la section de Saint-Quentin à Hautmont. Le tableau du classement par produit des gares du département du Nord pour l'année 1862, réalisé par Eugène de Fourcy ingénieur en chef du contrôle, place la station d'Aulnoye au 15e rang, et au 27e pour l'ensemble du réseau du Nord, avec un total de 463 830,63 francs. Dans le détail, cela représente : 38 520,98 francs pour un total de 19 374 voyageurs transportés, la recette marchandises étant de 5 834,21 francs (grande vitesse) et 175 609,30 francs (petite vitesse).
En 1865, elle a toujours son bâtiment voyageurs provisoire.
En août 1885, le Conseil général du Nord a communication de travaux en cours pour améliorer et développer les installations des voies et des signaux.
La gare devient le siège d'un important dépôt après la Première Guerre mondiale, dont le poste d'aiguillage se trouvait placé au sommet d'une tour, dite tour Florentine, conçue par les architectes Gustave Umbdenstock et Raoul Dautry. Celle-ci a été restaurée en 2002.
Depuis la mise en service de la LGV Nord, Aulnoye-Aymeries n'était plus la dernière gare française des trains au départ de Paris vers la Belgique (Bruxelles) et les Pays-Bas (Amsterdam). Cependant, entre décembre 2018 et décembre 2022, un InterCity (IC) de la Société nationale des chemins de fer belges (SNCB) reliait la gare à celle de Mons. De surcroît, la liaison Ouigo Train Classique Paris – Creil – Aulnoye-Aymeries – Mons – Bruxelles est lancée le 19 décembre 2024,, ; un arrêt à Saint-Quentin doit être ajouté le 13 avril 2025.
Par ailleurs, depuis 2010, les installations de sécurité (aiguillages, signaux) sont gérées par un PIPC, remplaçant deux postes d'aiguillages mécaniques.

## Fréquentation
De 2015 à 2023, selon les estimations de la SNCF, la fréquentation annuelle de la gare s'élève aux nombres indiqués dans le tableau ci-dessous.
| Année                      | 2015    | 2016    | 2017    | 2018    | 2019    | 2020    | 2021    | 2022    | 2023    |
| -------------------------- | ------- | ------- | ------- | ------- | ------- | ------- | ------- | ------- | ------- |
| Nombre de voyageurs        | 604 945 | 580 610 | 614 240 | 597 836 | 621 126 | 451 188 | 511 434 | 647 078 | 679 990 |
| Voyageurs et non voyageurs | 756 182 | 725 763 | 767 801 | 747 296 | 776 408 | 563 985 | 639 292 | 808 847 | 849 988 |

## Service des voyageurs

### Accueil
Gare SNCF, elle dispose d'un bâtiment voyageurs, avec guichet, ouvert tous les jours. Elle est équipée d'automates pour l'achat de titres de transport. C'est une gare « Accès Plus » disposant d'aménagements, d'équipements et services pour les personnes à la mobilité réduite.
Un souterrain permet le passage d'un quai à l'autre.

### Desserte
Aulnoye-Aymeries est desservie par des trains TER Hauts-de-France, qui effectuent des missions entre : Paris-Nord et Maubeuge ; Busigny et Jeumont ; Lille-Flandres et Jeumont, ou Hirson voire Charleville-Mézières.
Par ailleurs, le service Ouigo Train Classique relie Paris-Nord à Bruxelles-Midi (via Creil, Aulnoye-Aymeries et Mons) au rythme de trois allers-retours quotidiens.

### Intermodalité
Un parking est aménagé devant le bâtiment voyageurs. La gare est desservie par les lignes 21, 24, 61 et Citadine d'Aulnoye-Aymeries du réseau Stibus, ainsi que par les lignes 957, 978, 987 et 995 du réseau interurbain Arc-en-Ciel 4.